# Secrétaire communal
Pour le fonctionnaire belge, voir Directeur général communal.

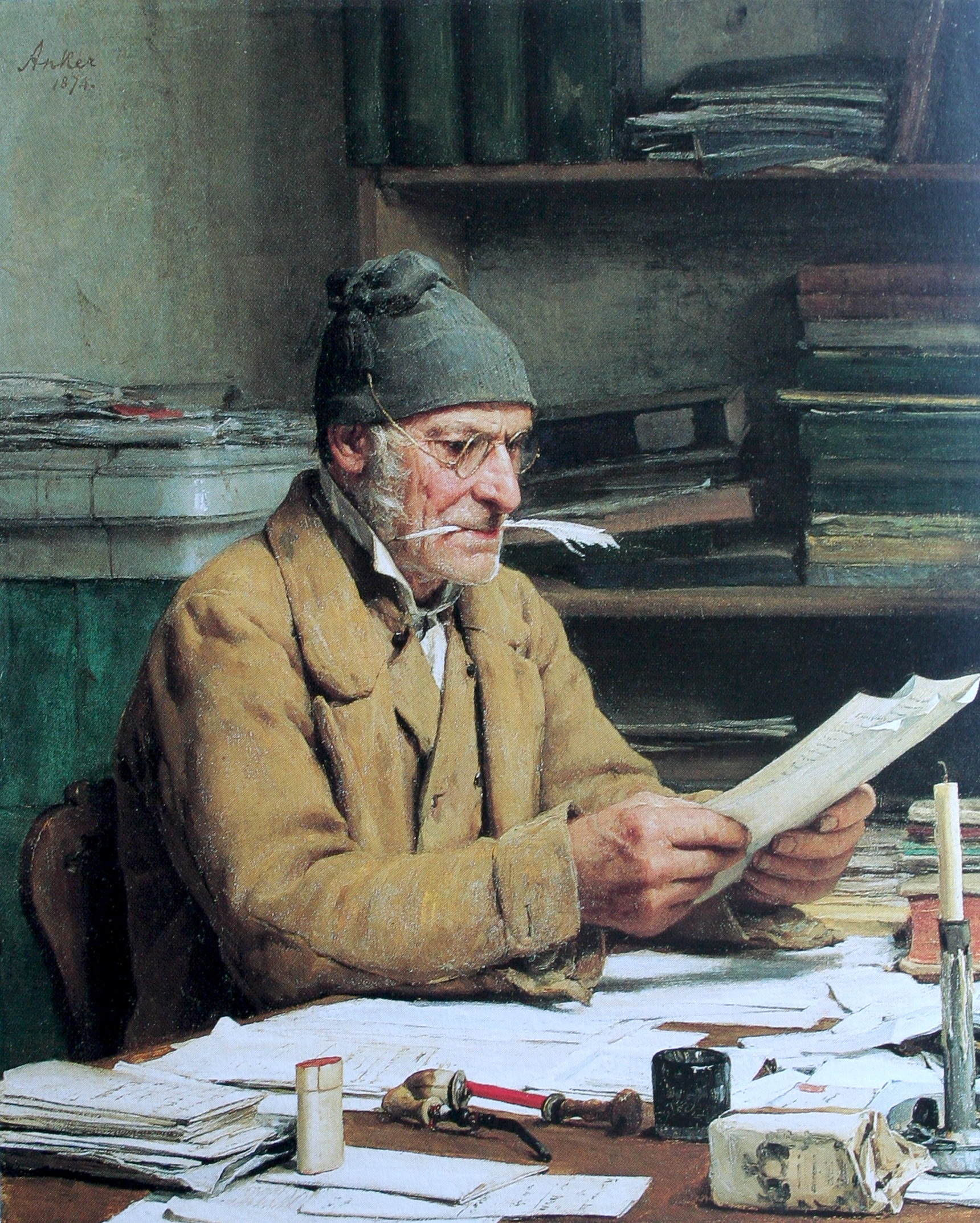
« Le secrétaire communal » (1874), peinture d'Albert Anker

Dans une commune suisse ou belge, le secrétaire communal (en allemand : Gemeindeschreiber) est le chef de l'administration communale qui assure la responsabilité administrative principale. Selon la taille de la commune, la fonction de secrétaire communal peut consister en un simple travail de greffier et de gestion du secrétariat ou équivaloir à un poste de directeur administratif.
Le secrétaire communal est notamment responsable de la rédaction des procès-verbaux lors des séances de l'exécutif et du législatif.
En Belgique, depuis le 1er septembre 2013, le secrétaire communal est devenu le « Directeur général communal ».